# Анри Жидел
Анри Жидел (на френски: Henry Gidel) е френски литературен критик, историк на изкуството, преподавател и писател на произведения в жанра биография и документалистика.

## Биография и творчество
Анри Жидел е роден през 1925 г. във Франция. Получава през 1975 г. докторска степен по филология от Университета Париж-V.
Преподава история на театъра в университета в Орлеан до 1989 г. Докато е в университета, пише литературна критика, подготвя публикуването на пълна колекция от произведения на изключителния френски комедиен актьор Жорж Фейдо и монография за модните тенденции на XVIII и XIX век. През 1991 г. става носител на Голямата награда на Международния съюз на литературните критици за цялостното си творчество.
След пенсионирането си се посвещава на писателската си кариера и пише биографии на известни личности – Шарл де Гол и съпругата му, Жорж Помпиду и съпругата му, Жорж Фейдо, Джаки Кенеди, Пикасо, Сара Бернар, Коко Шанел и Мария Кюри. През 1995 г. печели наградата „Гонкур“ за биография за живота на Саша Гитри.
Анри Жидел живее в Париж.

## Произведения
- Le Theatre de Georges Feydeau (1979)[1][2]
- Le vaudeville (1986)
- Théâtre complet, Tome I (1993)
- Les Deux Guitry (1995) – за Люсиен и Саша Гитри, награда „Гонкур“[3][4]
- Georges Feydeau (1996)
- Cocteau (1997) – за Жан Кокто
- Coco Chanel (1998)
Коко Шанел, изд.: ИК „Рива“, София (2008), прев. Веселина Илиева
- Picasso (2002)
- Sarah Bernhardt (2006)
Сара Бернар, изд.: ИК „Рива“, София (2008), прев. Веселина Илиева
- Gens de théâtre : Les deux Guitry, Feydeau, Sarah Bernhardt (2008)
- Marie Curie (2008)
Мария Кюри, изд.: ИК „Рива“, София (2011), прев. Росица Алексова
- La dame de chez Maxim (2011)
- Jackie Kennedy (2011)
- Les Pompidou (2014)
- Les de Gaulle (2018) – за Шарл де Гол
- Théâtre (2021)